# Frontspark
Frontspark (fra koreansk ap-chagi, front-spark) er et særligt spark, der anvendes i koreansk kampsport – herunder taekwondo.
Det hører til blandt de første spark man lærer i taekwondo, og er en del af Dansk Taekwondo Forbunds officielle pensum til 10. Kup – hvidt bælte med gul snip.

## Udførelse
Knæet trækkes op til brystet, vristen strækkes og tæerne flexes tilbage, hvorefter underbenet føres frem mod målet, der rammes med fodbalden (apchook), hvilket giver en forholdsvis lille kontaktflade, som derved kan medføre større skade på målet.